# Tóth Tamás (színművész, 1958)
Tóth Tamás (Budapest, 1958. december 2. –) magyar színész.

## Életpályája
1982-ben színészként diplomázott Marton Endre osztályában, a Színház- és Filmművészeti Főiskolán. Pályáját a Madách Színházban kezdte. 1984-től két évadon át a szolnoki Szigligeti Színházban játszott. 1986-tól ismét a Madách Színház színésze. 1994-től szabadfoglalkozású színművészként dolgozott. 2009 és 2014 között ismét a szolnoki színház művésze volt. 2015-2023 között az Újszínház társulatának tagja. Házastársa Fazekas Zsuzsa, aki szintén színész.

## Fontosabb színházi szerepei
- William Shakespeare: Julius Caesar... Antonius
- William Shakespeare: Sok húhó semmiért... Don Pedro
- William Shakespeare: Téli rege... Archidamus, hajós
- William Shakespeare: Rómeó és Júlia... Montague; Escalus, Verona hercege
- William Shakespeare: Vízkereszt, vagy amit akartok... Antonio
- Friedrich Schiller: Stuart Mária... Melvil, Mária udvarmestere
- Anton Pavlovics Csehov: Cseresznyéskert... Trofimov
- Anton Pavlovics Csehov: Sirály... Samrajev, Ilja Afanaszjevics
- Albert Camus: Caligula... Chaerea
- Heinrich von Kleist: Homburg hercege... Friedrich Arthur, Homburg hercege
- Ken Kesey – Dale Wasserman: Kakukkfészek... Matterson ezredes
- Viktor Rozov: Szállnak a darvak... Borisz
- Jean Genet: Cselédek... Madame
- Arthur Miller: A salemi boszorkányok... Francis Nurse
- Edward Bond: Lear... John
- John Patrick: Teaház az Augusztusi Holdhoz... Omura
- Harold Pinter: Hazatérés... Lenny
- Eugene O’Neill: Amerikai Elektra... Peter
- Katona József: Bánk bán... Simon bán, Melinda bátyja
- Mikszáth Kálmán: Beszterce ostroma... Blázy polgármester
- Hunyady Sándor: Feketeszárú cseresznye... Hajdú
- Bíró Lajos: Sárga liliom... Rudas Béla, cipőgyáros
- Molnár Ferenc: Egy, kettő, három... Dr. Faber
- Molnár Ferenc: Az üvegcipő... Rendőrorvos
- Heltai Jenő: A néma levente... Pap
- Móricz Zsigmond – Kocsák Tibor – Miklós Tibor: Légy jó mindhalálig... Pedellus
- Déry Tibor: A tanúk... Juhász elvtárs
- Szüle Mihály – Harmath Imre: Egy bolond százat csinál... Lokáltulajdonos
- Németh László: Galilei... Toricelli
- Németh László: Széchenyi... Magyarországi látogató
- Pozsgai Zsolt: Szeretlek, Faust... I. Férfi;  II. Férfi (Zakar, Kodály, Fegyőr)
- Pozsgai Zsolt: Prófétakeringő... nőgyógyász
- Pozsgai Zsolt: Fekete méz... Apáczai Csere János
- Háy Gyula: Mohács... II. Béla
- Németh Ákos: Lili Hofberg... Reitschkow
- Schwajda György - Szikora János: Táncdalfesztivál'66... Zorán Sztevanovity
- Müller Péter - Tolcsvay László - Bródy János: Doctor Herz... Hamlet
- Müller Péter - Tolcsvay László - Müller Péter Sziámi: Mária evangéliuma... József
- Szabó Magda: Béla király... Gerecse
- Szabó Magda: És ha mégis uram?... A követ
- Szabó Magda - Hajdu Sándor: Sziget-kék... Fülöp felhő (Tivadar, az óriáskígyó)
- Moldova György: Malom a pokolban... Pirkhoffer
- Szakonyi Károly: Adáshiba... Szűcs úr, szomszéd
- Gyurkovics Tibor: Isten nem szerencsejátékos... Engelhart Simon pap
- Balogh Elemér - Kerényi Imre: Csíksomlyói passió... Annás; Michael,; Nabugodonozor; 2. pásztor
- Kiss József: A boldog (Utolsóból első)... Kihallgató tiszt
- Kiss József: Hol a pénz?... Tihamér és Rendőr
- Bognár László: Élektra... Püladész
- Wass Albert: A funtineli boszorkány... Csendőr
- Lázár Ervin: A Négyszögletű Kerek Erdő, avagy a játéknak soha nincs vége... Író; Zirzurr; Zordonbordon
- Eisemann Mihály: Én és a kisöcsém... Dühös
- Lehár Ferenc: Luxemburg grófja... Brissard
- Kálmán Imre: Tatárjárás... Mogyoróssy

## Filmek, tv
- Mephisto
- Tegnapelőtt
- Fürkész történetei (sorozat)  Holt írások titkai című rész
- A rágalom iskolája
- Hamlet, dán királyfi
- Apassionata
- Napló szerelmeimnek
- Napló gyermekeimnek
- Napló apámnak, anyámnak
- A vörös grófnő
- Gyalogbéka (sorozat) Tornacsuka a sárban című rész
- Bevégezetlen ragozás
- Helló, Einstein!
- Senki nem tér vissza (sorozat)
- Hamlet
- Caligula helytartója
- Hét akasztott
- Soha, sehol, senkinek
- Csinszka
- Árnyék a havon
- Névtelen levelek
- A megoldás
- Szörnyek évadja
- Czillei és a Hunyadiak
- Hétpróbások
- Barbárok
- Barátok közt
- Família Kft. (sorozat)
- Szomszédok (sorozat)
- Egy diáktüzér naplója
- Árnyék a havon
- István király
- Alfa
- Raszputyin
- Balekok és banditák
- Kisváros (sorozat) Üldözés a toronyban című rész
- Holdhercegnő
- Szeretlek, Faust
- Pokémon (szinkronhang)